# شونكي تاكاهاشي
شونكي تاكاهاشي (باليابانية: 高橋 峻希) (4 مايو 1990 في أساكي في اليابان – )؛ هو لاعب كرة قدم ياباني سابق كان يلعب كمدافع.

## وصلات خارجية
- شونكي تاكاهاشي على موقع الاتحاد الدولي (مؤرشف)  (الإنجليزية)
- شونكي تاكاهاشي على موقع رابطة كرة القدم اليابانية للمحترفين (اليابانية)
- شونكي تاكاهاشي على موقع قاعدة بيانات كرة القدم.إي يو (الإنجليزية)
- شونكي تاكاهاشي على موقع Soccerway.com (الإنجليزية)
- شونكي تاكاهاشي على موقع عالم كرة القدم.نت (الإنجليزية)
- شونكي تاكاهاشي على موقع كووورة